# Riesenwaran
Der Riesenwaran (Varanus giganteus) ist eine in Australien heimische Art der Warane (Varanus). Als größte Echse Australiens erreicht er in Ausnahmefällen Längen von über 2 m und ist durch ein schwarzes Netzmuster an Kopf, Kehle und Hals sowie eine braune Rückenfärbung mit hellen Punkten gut von anderen Waranen zu unterscheiden. Er bewohnt insbesondere Trockengebiete mit Felsenformationen.
Der Riesenwaran ist wie alle Warane ein tagaktiver Einzelgänger und verbringt die Nacht in einem Versteck. Seine Nahrung setzt sich vor allem aus Echsen, anderen kleinen Wirbeltieren und Insekten sowie Aas zusammen. Während der Trockenzeit (australischer Winter) verstecken sich die Tiere über Wochen in ihren Bauen, an die Ruheperiode schließt sich im Frühling und Sommer die Fortpflanzungszeit an.

## Merkmale

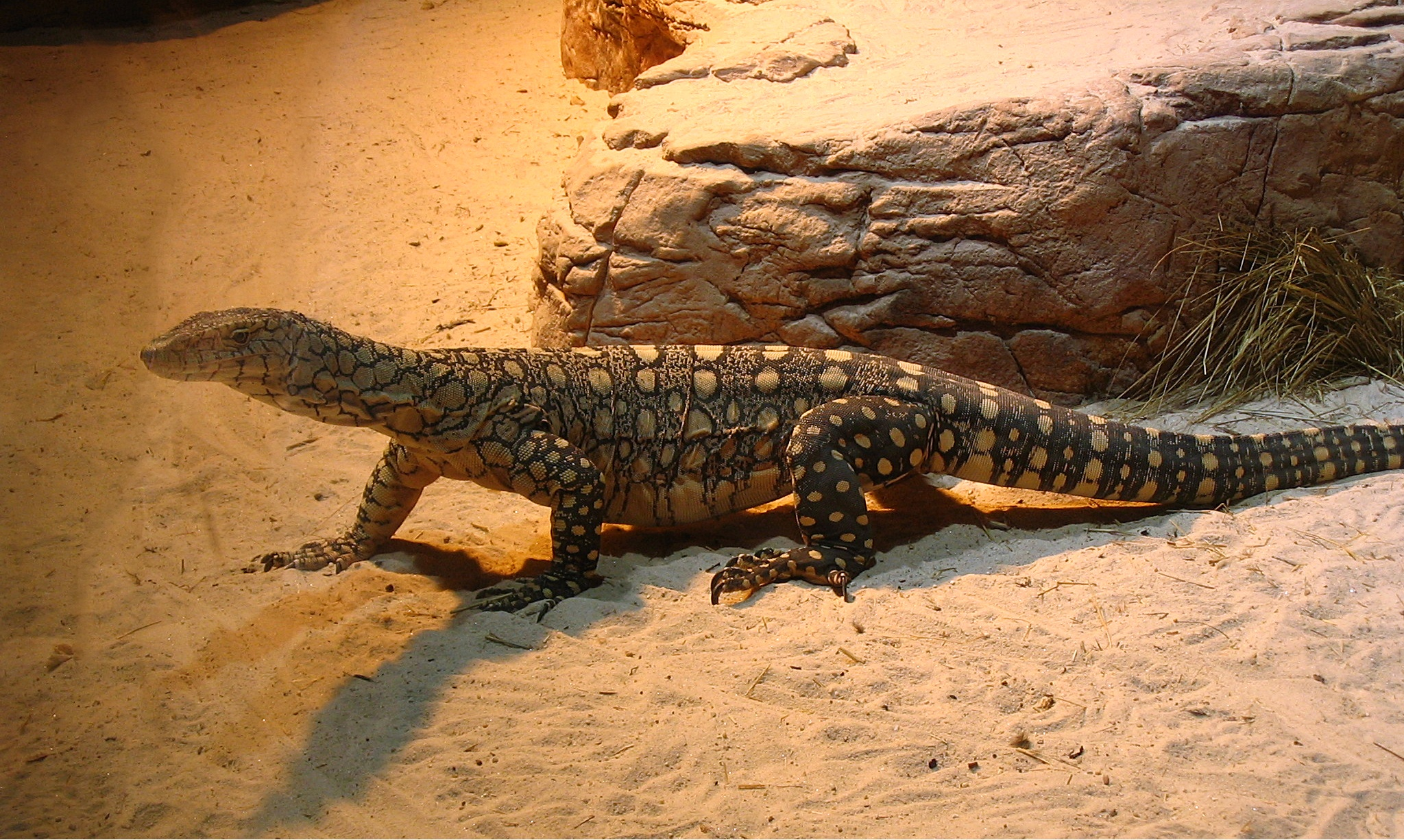
Riesenwaran in einem Sydneyer Zoo

Der Riesenwaran ist der größte Waran Australiens, in sehr seltenen Fällen erreicht er eine Gesamtlänge von 2–2,5 m. Normalerweise bleibt die Art jedoch kleiner und wird nur sehr selten über 2 m lang. Männchen werden deutlich größer als Weibchen, im geschlechtsreifen Alter sind Männchen durchschnittlich 23 % länger und wiegen das 2,5fache wie Weibchen (Geschlechtsdimorphismus). Bei einer Feldstudie in Western Australia wiesen Männchen eine Länge von durchschnittlich 149,4 cm auf, die Weibchen eine Durchschnittslänge von 130,3 cm.
Der Riesenwaran ist trotz seiner Größe recht schlank gebaut. Die Nasenlöcher dieser Art sind rund bis oval, liegen seitlich am Kopf und sind der Schnauzenspitze sehr nahe. Die Finger tragen kräftige, scharfe Krallen. Der Schwanz ist meist weniger als 1,5-mal so lang wie Kopf und Rumpf und somit verhältnismäßig kurz. Der Schwanz ist seitlich stark abgeflacht.
Die Schuppen an Kopf und Hals sind sehr klein und glatt. Die Schuppen des Rumpfes sind ebenfalls glatt und in 150–155 Querreihen von der Kehlfalte bis zum Ansatz der Hinterbeine angeordnet. Die Schuppen am Schwanz sind gekielt.
Die Körperoberseite ist dunkelbraun bis schwarz. Auf der Körperoberseite finden sich große, schwarz umrandete, gelbe Flecken. Sie sind in Querreihen angeordnet und vom Hals bis zu 2/3 der Schwanzlänge zu finden. Neben diesen großen, markanten Flecken finden sich bei adulten Exemplaren meist zahlreiche kleine, gelbe Tüpfel. Das letzte Drittel des Schwanzes zeigt nur gelblich-weiße Flecken auf der Unterseite. Die Körperunterseite ist weißlich, und auf der Kehle findet sich eine ausgeprägte Netzzeichnung.
Die Spuren des Riesenwarans sind von vielen anderen Waranen durch ihre Größe zu unterscheiden. Die Schleifspur des Schwanzes ist etwa im Vergleich zum Trauerwaran (V. tristis) deutlich schmaler, und beim Riesenwaran auch gelegentlich unterbrochen. Der hintere Fuß wird direkt hinter oder auf die Abdrücke des vorderen Fußes gesetzt. Eine Artunterscheidung anhand von Waranspuren ist jedoch nur sehr eingeschränkt möglich.

## Verbreitung und Lebensraum

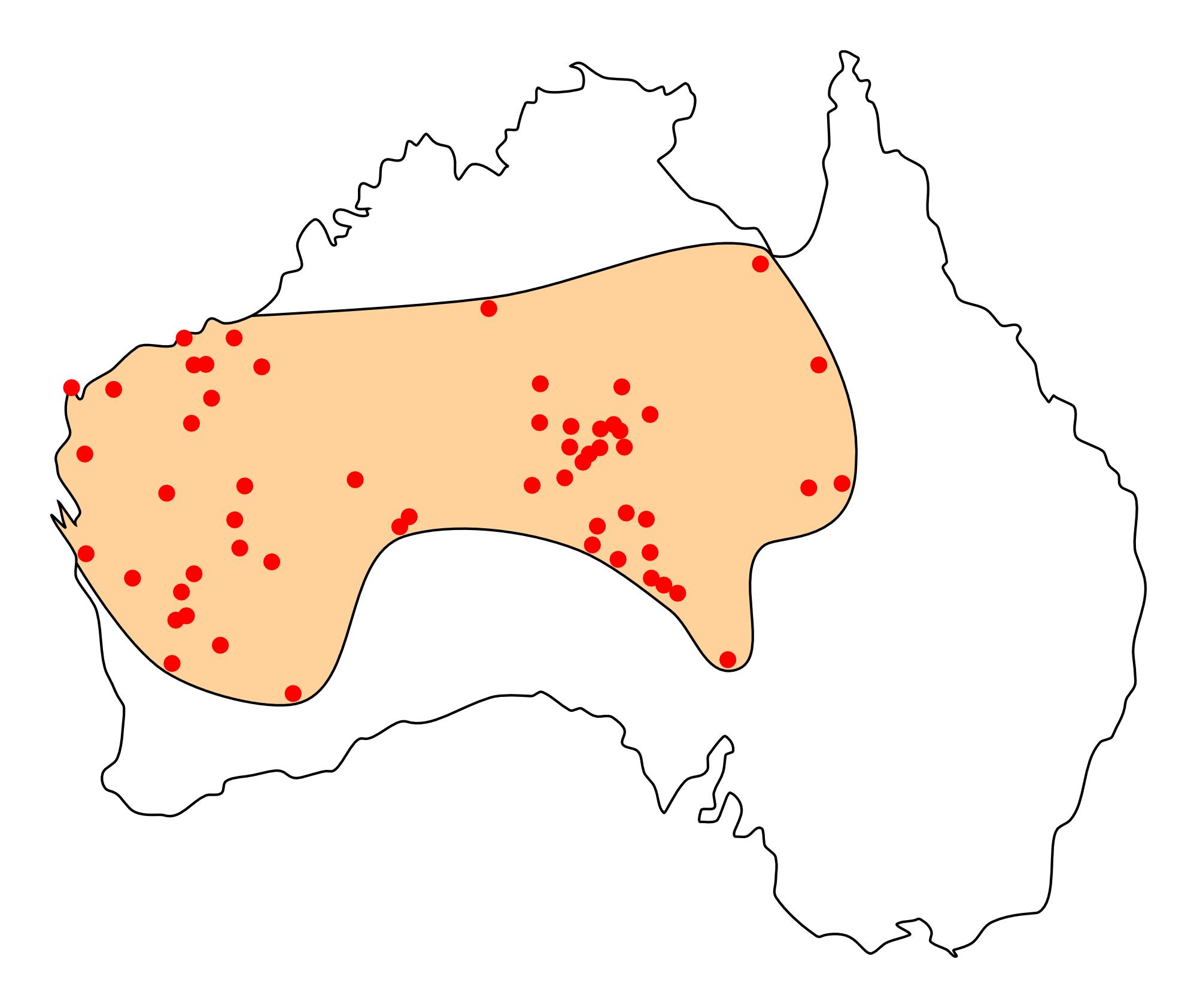
Verbreitung des Riesenwarans – Punkte stehen für gesicherte Nachweise, orange für wahrscheinliche Verbreitung.

Der Riesenwaran bewohnt die Trockengebiete Australiens – sein Verbreitungsgebiet erstreckt sich von der mittleren Westküste nach Osten bis in das zentrale Queensland. Riesenwarane finden sich am häufigsten in felsigen Gebieten, leben aber auch in Sandwüsten, felslosem Wald- und Buschland sowie in Spinifex-Grasland.

## Lebensweise

### Aktivität
Der Riesenwaran ist überwiegend bodenbewohnend. Die Art ist wie alle Warane tagaktiv, nachts verstecken sich die Tiere in selbst gegrabenen Erdhöhlen, Bauten von anderen Tieren oder Felsspalten. Während der Regenzeit ist das Aktivitätsmuster bimodal: Am frühen Morgen sonnen sich die Echsen, um ihre Aktivitätstemperatur zu erreichen. Um die Mittagszeit verstecken sich Riesenwarane in ihren Bauten, um Überhitzung zu vermeiden; zu diesem Zweck graben sie in der Großen Victoria-Wüste bis zu 8 m lange und 1 m tiefe Höhlen. Nach der Aktivitätsspitze am frühen Morgen folgt eine weitere Aktivitätsspitze am späten Nachmittag.
Während der nahrungsarmen Trockenzeit bleiben Riesenwarane oft für mehrere Wochen oder Monate inaktiv in ihren Bauen, während dieser Zeit zehren sie wahrscheinlich von Fettreserven. Nur selten sind Riesenwarane auch während dieser Jahreszeit aktiv, in solchen Fällen beschränkt sich die Aktivität auf die ausreichend warme Mittagszeit.
Riesenwarane zeigen umfangreiches thermoregulatorisches Verhalten, was sich im aktiven Aufsuchen von Sonnenplätzen, dem Rückzug in kälteres Mikroklima und dem Ausrichten des Körpers zur Sonne je nach Temperaturbedürfnis äußert. Bei aktiven Individuen beträgt die Körpertemperatur im Schnitt rund 35–37 °C.

### Sozialverhalten und Aktionsräume
Wie alle Warane ist der Riesenwaran ein Einzelgänger. Vom Riesenwaran sind warantypische Kommentkämpfe beschrieben, mit denen Streitigkeiten um Fortpflanzungspartner, Nahrung, Verstecke oder Sonnplätze gelöst werden. Insbesondere in der Paarungszeiten kommt es dabei offenbar gelegentlich zu Verletzungen durch Bisse und Kratzer.
Riesenwarane sind zwar nicht territorial, bewegen sich jedoch in einem angestammten Gebiet, das als Aktionsraum bezeichnet werden kann. Diese Gebiete werden über Jahre beibehalten und überlappen sich mit den Aktionsräumen anderer Individuen. Bei einer Untersuchung am North West Cape hatten Weibchen Aktionsräume von durchschnittlich 64,8 ha, die von Männchen waren im Schnitt 240,1 ha groß. In der Paarungszeit weiten die Männchen ihre Aktionsräume zur Suche auf Weibchen sehr stark aus. Oft verdoppelt sich die Größe des Aktionsraums, in einem Einzelfall bewegte sich ein Männchen in einem 1156,8 ha großen Gebiet.

### Ernährung
Der Riesenwaran ist ein Fleischfresser und ernährt sich von einer Vielzahl von Beutetieren sowie von Aas. Etwa die Hälfte der Nahrung machen Echsen aus. Während die meisten echsenfressenden Warane Geckos oder Skinke jagen, bevorzugt der Riesenwaran Agamen. Daneben werden vor allem Insekten und kleine Säugetiere gefressen. Insgesamt scheinen größere Wirbeltiere deutlich wichtiger zu sein als Wirbellose. Dies steht im Kontrast zu vielen anderen, größtenteils insektenfressenden Waranen. Gelegentlich greifen Riesenwarane auch recht große Säugetiere wie kleine Kängurus an; da viele dieser heimischen Beutetiere gebietsweise sehr selten geworden sind, machen Riesenwarane verstärkt Jagd auf die in jüngerer Zeit eingeführten Hasen. Das von Riesenwaranen gefressene Aas stammt oft von „Roadkills“, also im Straßenverkehr umgekommenen Tieren. Auf Barrow Island (Western Australia) stellen die Eier von Meeresschildkröten eine saisonal sehr wichtige Beute dar.
Der Riesenwaran sucht wie die meisten Warane züngelnd große Gebiete nach Beute ab. Ebenso wurden Riesenwarane dabei beobachtet, unter Autos auf Möwen zu lauern, die dann in einem Sprint angegriffen werden.
Gelegentlich erbeuten Riesenwarane Beute von ungewöhnlicher Größe, so existiert auch ein Bericht, nach dem ein 1,5 m langer Riesenwaran einen 1,2 m langen Artgenossen komplett verschlang.

## Fortpflanzung und Entwicklung
Während über die Fortpflanzung in Gefangenschaft ausführliche Berichte vorliegen, ist über die Fortpflanzung in freier Natur nur wenig bekannt. Die Geschlechtsreife erreichen Weibchen mit 49 cm Kopf-Rumpf-Länge, die Männchen mit 45 cm. Die Paarungszeit fällt in den späten Frühling und frühen Sommer, die Eiablage erfolgt im frühen bis mittleren Sommer. Die Männchen suchen züngelnd die Weibchen, welche Pheromone ausschütten. Die Männchen kennen offenbar in einigen Fällen die meist über Jahre beibehaltenen Verstecke der Weibchen und suchen diese teilweise gezielt zur Paarung auf.
Die Tragezeit dauert in Gefangenschaft rund 4 Wochen, die Eiablage erfolgt in Gefangenschaft in selbst gegrabenen Erdnestern. Die Gelege umfassen in Gefangenschaft 5–13 Eier. In der Natur dauert die Inkubation 11–12 Monate, die Jungtiere schlüpfen also im Frühling oder frühen Sommer des nächsten Jahres. Die Jungtiere messen beim Schlupf 19,2–22,7 cm Kopf-Rumpf-Länge, 49,75–59,1 cm Gesamtlänge und wiegen 63–96 g. In der Natur wachsen Jährlinge auf etwa 30 cm Kopf-Rumpf-Länge, nach 2 Jahren erreichen sie 40 cm Kopf-Rumpf-Länge, und nach 3 Jahren 45 cm Kopf-Rumpf-Länge.

## Natürliche Feinde, Feindvermeidung und Lebenserwartung
Während ausgewachsene Riesenwarane nur wenige Feinde haben, herrscht insbesondere unter jungen Exemplaren eine hohe Mortalität. Zu den Fressfeinden zählen Greifvögel, Schlangen, andere Warane, Katzen, Füchse und Dingos. Die Tiere fliehen vor Feinden und dem Menschen auf Bäume, in Verstecke und in seltenen Fällen auch ins Wasser. Der Riesenwaran gilt als vergleichsweise scheu, auch wenn große Exemplare bei langsamer Annäherung nicht zwangsweise fliehen. Werden sie erschreckt, sind Riesenwarane sehr agil und können sich z. B. 6 m tief fallen lassen oder sich auf die Hinterbeine erheben und zweibeinig rennend fliehen.
Zu den wichtigsten Parasiten des Riesenwarans gehört der Fadenwurm Abbreviata perenticola, der sehr spezifisch den Riesenwaran befällt.
Von freilebenden Riesenwaranen sind keine Angaben zur Lebenserwartung vorhanden, in Gefangenschaft kann die Art über 20 Jahre alt werden.

## Systematik
V. giganteus wurde 1845 von John Edward Gray erstbeschrieben. Er beschrieb die Art im Catalogue of the specimens of lizards in the collection of the British Museum und bezog sich auf ein von Barrow Island stammendes Exemplar im Natural History Museum, das er damals noch als Hydrosaurus giganteus bezeichnete. 1885 stellte George Albert Boulenger die Art in die Gattung Varanus. Anhand seiner Hemipenismorphologie wird V. giganteus in die Untergattung Varanus gestellt. Nach Untersuchungen von mtDNA stellten Fitch und Kollegen (2006) V. giganteus in den Indo-Australien-Kladus, dort wiederum wird V. giganteus der V. gouldii-Gruppe zugerechnet. Laut den Analysen von Fitch und Kollegen (2006) sind die nächsten Verwandten von V. giganteus die Arten V. mertensi und V. spenceri, diese drei Arten bilden bei jeder Auslegung der mtDNA-Daten ein Monophylum.
Vom Riesenwaran werden keine Unterarten anerkannt.

## Kulturelle Bezüge
Der Riesenwaran wird traditionell von Aborigines bejagt. Die Aborigines kennen eine Reihe von Legenden über den Riesenwaran. Oft wird erzählt, dass Riesenwaran und Trauerwaran (V. tristis) ihre Färbung erhielten, indem sie sich gegenseitig anmalten. Der Riesenwaran soll sich große Mühe gegeben haben, wodurch der Trauerwaran seine feine Rosettenzeichnung erhalten haben soll. Der Trauerwaran wurde im Gegenzug während seiner Arbeit müde, und schüttete seinen Farbeimer über dem Rücken des Riesenwarans aus, wodurch dessen eher eintönige Färbung entstanden sein soll. Zur Strafe habe der Riesenwaran den deutlich kleineren Trauerwaran zum Leben in den Bäumen gezwungen; tatsächlich ist der Trauerwaran baumbewohnend und wird gelegentlich vom Riesenwaran erjagt.
In Australien wird der Riesenwaran Perentie genannt, diese Bezeichnung entstammt einer Aborigine-Sprache.

## Gefährdung
Der Riesenwaran ist im Anhang II des Washingtoner Artenschutzabkommens gelistet. Wegen seiner weiten Verbreitung gilt er als nicht gefährdet, die Bestände können jedoch durch Neozoen wie verwilderte Hunde, Katzen und Rotfüchse dezimiert werden.

## Belege
1. ↑  
H. G. Horn, D. R. King: Varanus giganteus. 2004, S. 340.
2. ↑  
N. A. Heger, T. G. Heger: Behavior, Ecology and Thermal Physiology of Varanus giganteus. 2007, S. 267.
3. ↑  
N. A. Heger, T. G. Heger: Behavior, Ecology and Thermal Physiology of Varanus giganteus. 2007, S. 266.
4. 1 2  
H. G. Horn, D. R. King: Varanus giganteus. 2004, S. 338.
5. ↑  
H. G. Horn, D. R. King: Varanus giganteus. 2004, S. 338–340.
6. ↑  
J. O. Farlow, E. R. Pianka: Body Form and Trackway Pattern in Australian Desert Monitors (Squamata: Varanidae): Comparing Zoological and Ichnological Diversity. In: Palaios. 15(3), 2000, S. 235–247.
7. ↑  
H. G. Horn, D. R. King: Varanus giganteus. 2004, S. 337.
8. 1 2  
S. A. Thompson, P. C. Withers, G. G. Thompson, D. Robinson: Range extension for the Perentie, Varanus giganteus (Squamata:Varanidae). In: Journal of the Royal Society of Western Australia. 88, 2005, S. 41–43.
9. 1 2 3 4  
E. R. Pianka: Comparative Ecology of Varanus in the Great Victoria Desert. In: Australian Journal of Ecology. 19, 1994, S. 395–408.
10. 1 2 3  
Varanus giganteus (GRAY 1845). In: D. Bennett: Warane der Welt. Welt der Warane. Edition Chimaira, Frankfurt am Main 1996, ISBN 3-930612-05-4, S. 173–177.
11. ↑  
H. G. Horn, D. R. King: Varanus giganteus. 2004, S. 341.
12. ↑  
H. G. Horn, D. R. King: Varanus giganteus. 2004, S. 342.
13. ↑  
N. A. Heger, T. G. Heger: Behavior, Ecology and Thermal Physiology of Varanus giganteus. 2007, S. 274.
14. 1 2 3  
N. A. Heger, T. G. Heger: Behavior, Ecology and Thermal Physiology of Varanus giganteus. 2007, S. 275.
15. 1 2  
H. G. Horn, D. R. King: Varanus giganteus. 2004, S. 347.
16. ↑  
N. A. Heger, T. G. Heger: Behavior, Ecology and Thermal Physiology of Varanus giganteus. 2007, S. 280.
17. ↑  
H. G. Horn, D. R. King: Varanus giganteus. 2004, S. 345.
18. ↑  
H. G. Horn, D. R. King: Varanus giganteus. 2004, S. 344–345.
19. 1 2  
N. A. Heger, T. G. Heger: Behavior, Ecology and Thermal Physiology of Varanus giganteus. 2007, S. 283.
20. ↑  
N. A. Heger, T. G. Heger: Behavior, Ecology and Thermal Physiology of Varanus giganteus. 2007, S. 276–277.
21. 1 2 3  
H. G. Horn, D. R. King: Varanus giganteus. 2004, S. 343–344.
22. 1 2  
C. D. James, J. B. Losos, D. R. King: Reproductive Biology and Diets of Goannas (Reptilia:Varanidae) from Australia. In: Journal of Herpetology. 26(2), 1992, S. 128–136.
23. ↑  
S. MacDonald: Observations on the Stomach Contents of a Road-killed Perentie, Varanus giganteus in Western Queensland. In: Biawak. 1(1), 2007, S. 21–23.
24. ↑  
J. B. Losos, H. W. Greene: Ecological and evolutionary implications of diet in monitor lizards. In: Biological Journal of the Linnean Society. 35(4), 1988, S. 379–407.
25. 1 2  
D. R. King, B. Green, H. Butler: The Activity Pattern, Temperature Regulation and Diet of Varanus giganteus. 1989, S. 45.
26. 1 2 3  
H. G. Horn, D. R. King: Varanus giganteus. 2004, S. 343.
27. ↑  
S. Wilson, G. Swan: A complete guide to reptiles of Australia. 3. Auflage. New Holland Publishers, Sydney / Auckland / London / Cape Town 2010, ISBN 978-1-877069-76-5, S. 394.
28. ↑  
H. G. Horn, D. R. King: Varanus giganteus. 2004, S. 350.
29. ↑  
N. A. Heger, T. G. Heger: Behavior, Ecology and Thermal Physiology of Varanus giganteus. 2007, S. 265–266.
30. ↑  
N. A. Heger, T. G. Heger: Behavior, Ecology and Thermal Physiology of Varanus giganteus. 2007, S. 282.
31. ↑  
H. G. Horn, D. R. King: Varanus giganteus. 2004, S. 351.
32. 1 2  
N. A. Heger, T. G. Heger: Behavior, Ecology and Thermal Physiology of Varanus giganteus. 2007, S. 284.
33. ↑  
N. A. Heger, T. G. Heger: Behavior, Ecology and Thermal Physiology of Varanus giganteus. 2007, S. 269.
34. ↑  
H. G. Horn, D. R. King: Varanus giganteus. 2004, S. 344.
35. ↑  
H. G. Horn, D. R. King: Varanus giganteus. 2004, S. 353.
36. ↑  
J. E. Gray: Catalogue of the specimens of lizards in the collection of the British Museum. Trustees of die British Museum. Edward Newman, London 1845.
37. ↑  
G. A. Boulenger: Catalogue of the lizards in the British Museum (Natural History). Vol. 2, 2. Auflage. London 1885.
38. 1 2  
W. Böhme: Checklist of the living monitor lizards of the world (family Varanidae). In: Zoologische Verhandelingen. 341, 2003, S. 3–43.
39. ↑  
A. J. Fitch, A. E. Goodman, S. C. Donnellan: A molecular phylogeny of the Australian monitor lizards (Squamata:Varanidae) inferred from mitochondrial DNA sequences. In: Australian Journal of Zoology. 54, 2006, S. 253–269.
40. ↑  
E. R. Pianka: The Lizard Man Speaks. University of Texas Press, 1994, ISBN 0-292-76552-5, S. 137.
41. ↑  
N. A. Heger, T. G. Heger: Behavior, Ecology and Thermal Physiology of Varanus giganteus. 2007, S. 257.
42. ↑  
H. G. Horn, D. R. King: Varanus giganteus. 2004, S. 354.